# Balsaminaceae
Balsaminaceae é uma família de plantas Angiospermas, da ordem Ericales, que incluem dois gêneros Hydrocera e Impatiens.  Nativa da África e de alguns países da Ásia, a representante mais conhecida deste táxon, no Brasil, é a maria-sem-vergonha ou beijinho. Essa é bastante utilizada em jardins e trabalhos paisagistas. 

## Diversidade Taxonômica
A família Balsaminaceae possui dois gêneros, sendo Hydrocera monotípico e Impatiens, com maior diversidade (aproximadamente 850 espécies). No Brasil, a principal espécie encontrada é a Impatiens walleriana Hook.f. (um sinônimo desta espécie é Impatiens sultanii Hook.f.) que ocorre de forma naturalizada. Esta é conhecida como maria-sem-vergonha. Outra espécie cultivada no país, é Impatiens balsamina L. conhecida popularmente como beijo-de-frade.

## Morfologia
Em geral, são plantas de baixa estatura (ervas ou como subarbustos). Suas folhas são simples, com filotaxia podendo ser alterna, oposta ou verticilada. Além disso, suas folhas apresentam as bordas cerradas. O caule pode ser ereto, ascendente ou decumbente. Algumas espécies são suculentas.

### Flores
São flores zigomorfas e bissexuais. Apresentam 5 pétalas, e 3 a 5 sépalas. Uma dessas sépalas formam um cálcar ou espora que contem néctar.  Possuem 5 estames, conatos em um anel envolvendo o ovário e o estigma. O ovário é súpero, sincárpico, pentalocular e a placentação axial. Óvulos 5 a numerosos. Ainda, possuem 1 estilete, muito curto ou ausente. Estigmas de 1 a 5.

### Frutos
O fruto é tipo baga ou uma cápsula carnosa loculicida explosiva, o qual, quando o fruto está maduro, arremessa para longe da planta-mãe. As sementes são exalbuminosas, com revestimento liso, rugoso ou com pelos simples.

## Relações Filogenéticas
A família está inclusa dentro da ordem Ericales, a qual faz parte do grupo das Asterídeas. Nesta ordem, é considerada o ramo basal de Ericales.  Estudos filogenéticos confirmaram o monofiletismo de Balsaminaceae e também do gênero Impatiens (Yuan et al, 2004).

## Ocorrência no Brasil

### Domínio
A ocorrência no Brasil, é da espécie Impatiens walleriana Hook.f. Esta é presente nos domínios Cerrado, Mata Atlântica, Pampa.

### Estados
Verifica-se presente, também nos seguintes estados: Alagoas, Bahia, Maranhão, Pernambuco, Distrito Federal, Mato Grosso, Espírito Santo, Minas Gerais, Rio de Janeiro, São Paulo, Paraná, Rio Grande do Sul e Santa Catarina.

## Referências Bibliográficas

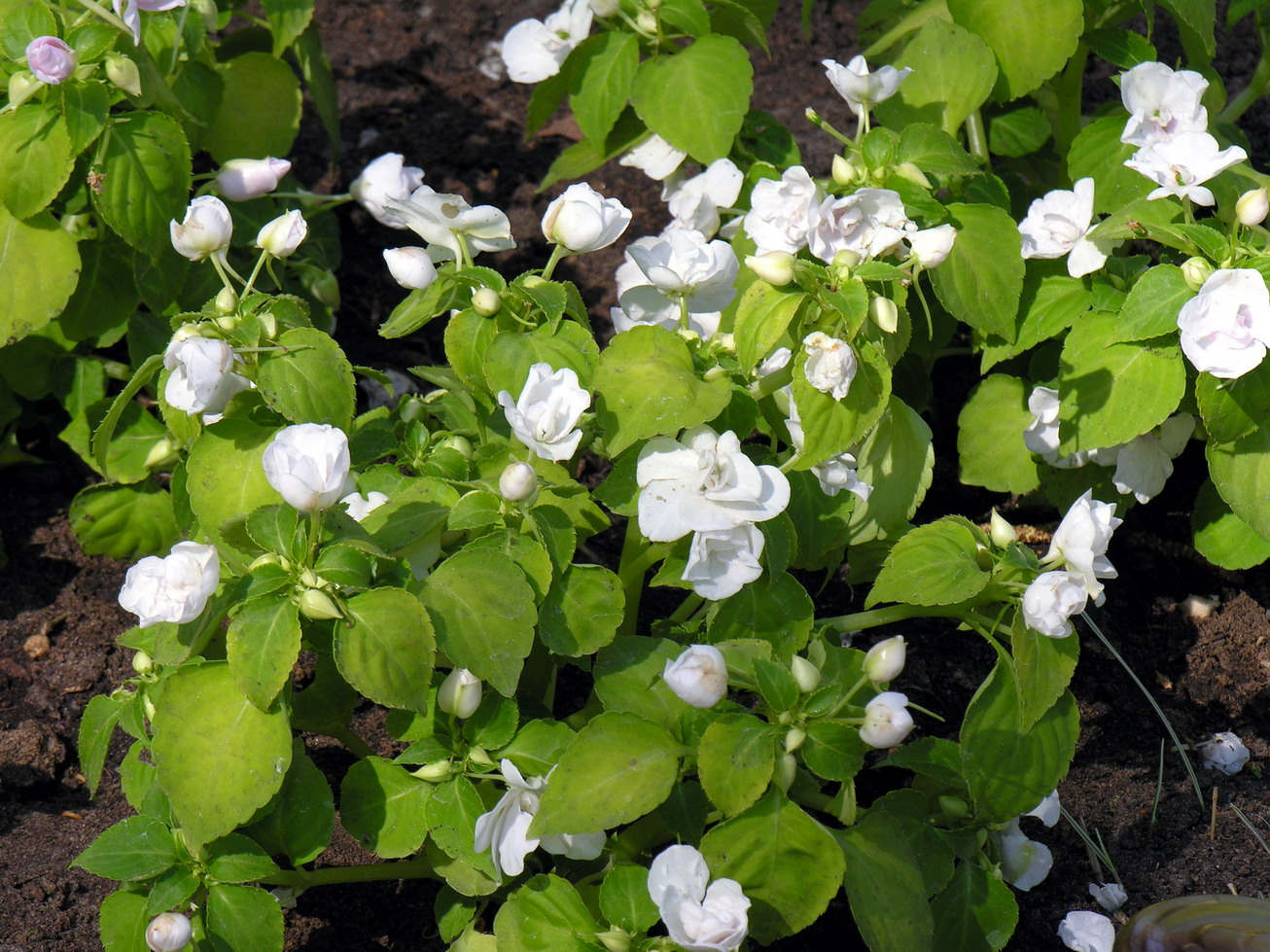
Impatiens walleriana
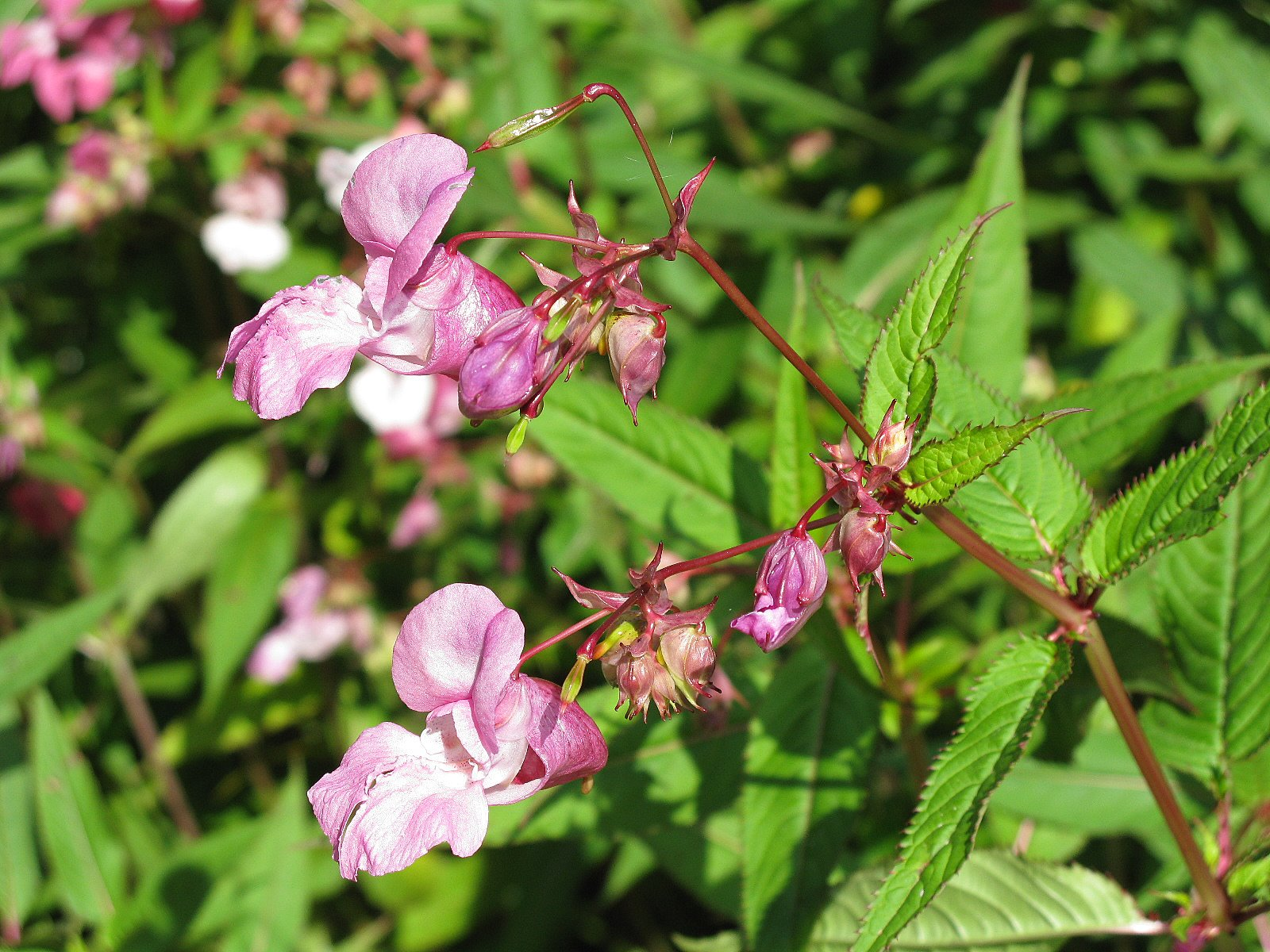
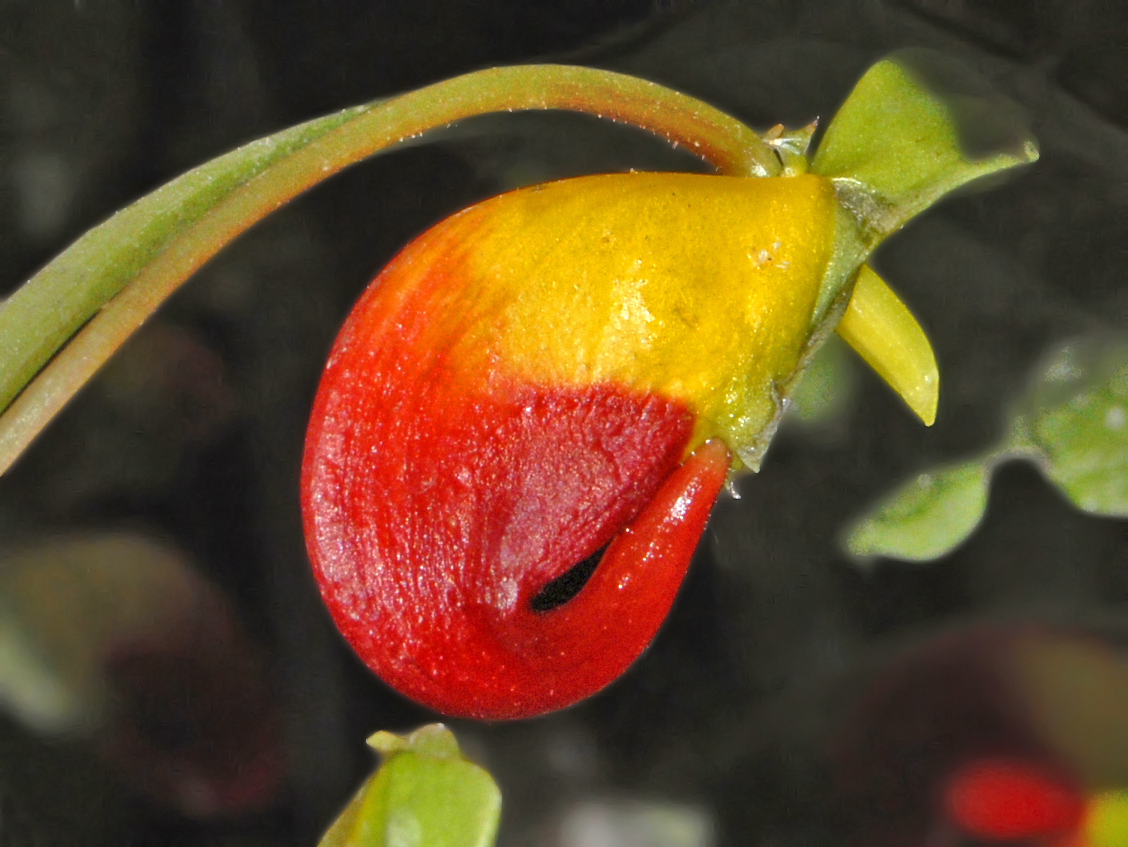
Impatiens niamniamensis Gilg. 1909
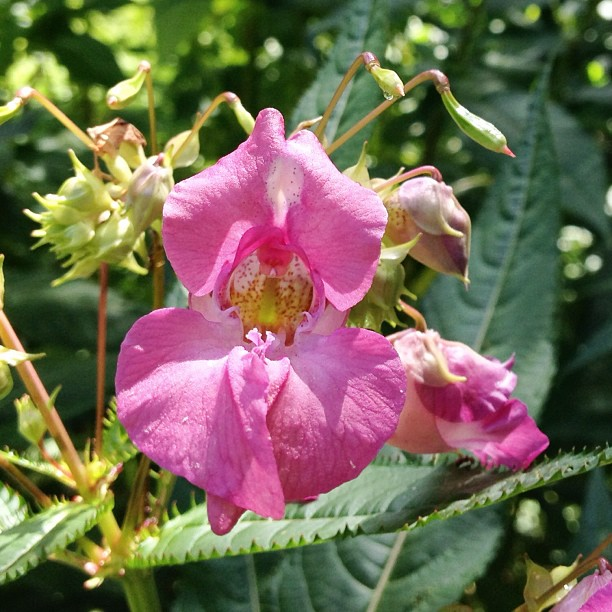
Impatiens glandulifera Royle 1834